# محمد عابد السندي
محمَّد عابِد السِّنْدي (1190هـ تقريبًا - 1257هـ = 1776م تقريبًا - 1841م) هو فقيه حنفي متصوف على الطريقة النقشبندية، ومُحَدِّث وحافظ، ومقرئ، ومفسر، ونحوي، ومؤرخ، وطبيب، وقاضي من علماء السند، كان رئيس علماء المدينة المنورة في عصره.
أقام في اليمن ما يقارب الثلاثين سنة، ما بين 1208هـ إلى 1243هـ، وقد عاصر في تلك الفترة ثلاثة من حكام اليمن، وهم: الإمام المنصور علي، ثم ابنه المتوكل أحمد، ثم ابن المتوكل وهو المهدي عبد الله، وكان على صلة قوية بهم، فقد كان طبيبهم الخاص وأستاذهم. وأرسله المهدي حاكم اليمن بهدية إلى محمد علي باشا حاكم مصر سنة 1232هـ، فأقام فيها بعض الأشهر ثم عاد مرة أخرى إلى اليمن. وتسلم القضاء مدة مديدة في مدينة زبيد في اليمن، وعيّنه محمد علي باشا رئيسًا لعلماء المدينة المنورة سنة 1243هـ، وبقي في المدينة والمنصب إلى أن تُوُفِّيَ سنة 1257هـ.

## اسمه ونسبه
هو: محمد عابد بن أحمد بن علي بن محمد مراد (الشهير بالقاضي الواعظ) ابن الحافظ محمد يعقوب (الشهير بالقاري) ابن محمود الأيوبي الأنصاري الخزرجي نسباً، السندي مولداً، الحنفي مذهباً، النقشبندي طريقة، من ذرية الصحابي أبي أيوب الأنصاري. وأما نسبة «الأيوبي الأنصاري» فهي ترجع إلى اتصال نسبه بجدّه الأعلى الصحابي أبو أيوب الأنصاري؛ ولهذا ينسب إلى الأنصار، فيقال في نهاية اسمه: الأنصاري.

## مولده
ولد سنة 1190هـ تقريبًا في بلدة سِيْوَن ويقال لها (سيوهن) أو (سيهْوَن)، وورد اسمها في بعض المصادر الجغرافية العربية (سهيان)، وتسمى أيضاً (سيوستان)، وهي مدينة معروفة الآن باسم (سيهْوَن) قرب مدينة حيدرآباد في مقاطعة السند بباكستان.

## نشأته
نشأ في عائلة علمية متدينة اختصت بالعلوم الإسلامية لاسيّما في علوم القرآن، والحديث النبوي، والفقه، والنحو، والصرف، والطب، والوعظ. فقد نشأ في بلاد السند وأخذ عن علمائها، واعتنى به جدّه محمد مراد السندي الأنصاري والذي كان يُلقَّب بشيخ الإسلام، ووالده الشيخ أحمد علي، وعمّه الشيخ الطبيب محمد حسين. ثم هاجر الإمام السندي وهو في سن صغيرة إلى جدة في بلاد الحجاز برفقة والده وعمّه وجدّه، وذلك في حدود سنة 1194هـ، فاستقروا في مدينة جدة حوالي أربع عشرة سنة، وكانوا يترددون إلى مكة المكرمة والمدينة المنورة والطائف وغيرها من المدن؛ بحثاً عن العلماء وطلباً للعلم والمعرفة. وبعد وفاة والده في جدة سنة 1202هـ بسنوات قليلة، رحل مع عمّه الإمام محمد حسين السندي إلى اليمن، واستقر مع عمّه في مدينة زبيد وبَنْدَر الحُدَيْدَة، وكانت إقامته في زبيد أكثر حتى عدّه الساباطي من أهلها، واستفاد من علماء اليمن علمًا كثيرًا.

## شيوخه
درس وتتلمذ على يد عدد كبير من العلماء في السند والحجاز واليمن، منهم على سبيل المثال لا الحصر:
- عمّه الشيخ محمد حسين السندي.
- حسين بن علي المغربي (ت 1218هـ) مفتي المالكية بمكة المكرمة.
- عبد الرحمن بن سليمان بن يحيى عمر الأهدل (ت 1250هـ).
- يوسف بن محمد بن علاء الدين المزجاجي (ت 1213هـ).
- محمد طاهر سنبل المكي العمري (ت 1218هـ تقريبًا).
- عبد الملك القلعي (ت 1229هـ).
- صالح بن محمد العمري الفلّاني (ت 1218هـ).
- أحمد بن سليمان الهجام؛ وأخوه: أبي القاسم بن سليمان الهجام.
- صديق بن علي المزجاجي (ت 1240هـ).
- عبد الرزاق البكاري.
- محمد بن علي الشوكاني (ت 1250هـ).
- محمد زمان الثاني السندي (ت 1248هـ).

## تلاميذه
درس على يديه عدد كبير من علماء، ذكر منهم عبد الحي الكتاني (ت 1382 هـ) في كتابه (فهرس الفهارس) ستة عشر تلميذاً، وهم كالتالي:
- عبد الغني الدهلوي المجددي المدني العمري (ت 1296 هـ).
- شيخ الإسلام عارف حكمت (ت 1275 هـ).
- السيد هاشم بن شيخ الحبشي الباعلوي المدني.
- حسن الحلواني المدني: وهو من كبار تلاميذه المدنيين، حيث لازم درسه في الكتب الستة فسمعها عليه مراراً.
- المحدّث محمد بن ناصر الحازمي (ت 1283 هـ).
- إبراهيم بن عبد القادر الرياحي (ت 1266 هـ).
- جمال بن عبد الله المكي (ت 1284 هـ).
- عبد الله أمكنة الشهير بـ (كوجك) البخاري.
- داود بن سليمان البغدادي الخالدي الشافعي (ت 1299 هـ).
- أبو المحاسن محمد بن خليل القاوقجي: هو فقيه حنفي، محدّث، صوفي، أزهري، من أهل طرابلس الشام، كان مسند بلاد الشام في عصره. قال عنه صاحب (فهرس الفهارس): «وعلى أسانيده اليوم المدار في غالب بلاد مصر والشام والحجاز».
- محمد برهان الحق الأنصاري اللكهنوي الهندي (ت 1325 هـ).
- عليم الدين بن رفيع الدين العمري القندهاري الحيدرآبادي (ت 1316 هـ).
- محمد حيدر بن المنلا محمد مبين الأنصاري الحيدرآبادي.
- أشرف علي بن سلطان العلي الحسيني الحيدرآبادي.
- سليمان بن محمد الشَوْبري الجُدَّاوي الخطيب.
- الحافظ القاضي الحسن بن أحمد بن عبد الله الضّمْدي (ت 1289 هـ).

## زواجه وذريته
عندما انتقل السندي إلى اليمن مع عمّه الشيخ الطبيب محمد حسين الأنصاري، بعد وفاة جدّه ووالده؛ طلباً للعلم وبحثاً عن العلماء، وكان ذلك في حدود 1208 هـ، واستقر في مدينة الحُدَيْدة وزبيد، وبقي فيها فترة من الزمن، واشتهر بين الناس وذاع صيته بعلمه الواسع، وبراعته في الطب، ثم قام الإمام المنصور إمام اليمن بطلبه ليأتي صنعاء ويقيم فيها؛ ليكون طبيبه الخاص وذلك في سنة 1213 هـ، فانتفع بعلمه بالطب عدد كبير من الناس، ويذكر صاحب (الإعلام بمَن في تاريخ الهند مِن الأعلام) وغيره أنه قد تزوّج ابنة وزير الإمام المنصور، ولم يُرزق بذريّة. قال محمد محسن بن يحيي الترهُتي في (اليانع الجني) ما نصّه: «ولم يُخلِّف الشيخ رحمه الله عَقِباً، ونِعْمَ العَقِبُ ما أعْقَبَهُ مِن خير يُذْكَر به مع ما أسلَفَهُ مِن أعماله الزكية فرطاً عند الله، رضي الله عنه، وجزاه عنّا وعن سائر أهل العلم والمسلمين».

## عقيدته
عقيدة السندي تظهر من خلال ما ألفه في علم العقيدة فمؤلفاته التي تدل على ما كان يعتقده، منها كتابه: (جواز الاستغاثة والتوسل وصدور الخوارق من الأولياء المقبورين)، وكذلك: (رسالة في ثبوت كرامات الأولياء وجواز التقبيل)، ورسالة في جواز التسمية بعبد النبي وعبد الرسول، سمّاها: (شفاء قلب كل سَؤول في جواز مَن تسمّى بعبد النبي وعبد الرسول)، وهي عبارة عن جواب لسؤال وجه إليه، فبيّن فيه حكم المسألة، وتكلم عنها من الناحية الفقهية والحديثية والعقدية واللغوية والبلاغية؛ موضحاً الفارق في الوضع والاستعمال بين العبادة التي لا يجوز صرفها إلا لله تعالى، وبين العبودية التي لها في اللغة العربية معان متعددة.

## كتبه ومؤلفاته
له مؤلفات كثيرة في مختلف العلوم في الفقه والحديث والتفسير والتصوف وغيرها. قال عبد الحي الكتاني (ت 1382 هـ) في (فهرس الفهارس): «وخَلَّف مكتبة نفسية أوقفها في المدينة المنورة اشتملت على نفائس وأصول عتيقة». من مؤلفاته ما يلي:
- شرح تفسير ثلاثة أجزاء من القرآن الكريم من تفسير البيضاوي.
- منحة الباري في جَمْع روايات صحيح البخاري أو منحة الباري بمكررات البخاري.
- ترتيب مسند الإمام أبي حنيفة برواية الحَصْكَفي.
- المواهب اللطيفة في شرح مسند الإمام أبي حنيفة. وهو شرح لكتابه: ترتيب مسند الإمام أبي حنيفة.
- ترتيب مسند الإمام الشافعي.[ملحوظة 1]
- مُعتمد الألمعي المهذّب في حَل مسند الإمام الشافعي المُرَتّب.
- كشف الباس عما رواه ابن عباس مشافهة عن سيد الناس.
- شرح تيسير الوصول إلى جامع الأصول.
- شرح بلوغ المرام من أحاديث الأحكام.
- سلافة الألفاظ في مسالك الحفّاظ.
- إيجاز الألفاظ لإعانة الحفّاظ.
- شرح ألفية السيوطي في مصطلح الحديث.
- حصر الشارد من أسانيد محمد عابد.
- روضة الناظرين في أخبار الصالحين.
- طوالع الأنوار شرح الدر المختار.
- الحظ الأوفر لمن أطاق الصوم في السفر.
- الصارم المسلول على من أنكر التسمية بعبد النبي وعبد الرسول. ويسمى أيضاً: شفاء قلب كل سَؤول في جواز مَن تسمّى بعبد النبي وعبد الرسول.
- إلزام عساكر الإسلام بالاقتصار على القَلَنْسُوَة طاعة للإمام. وهي رسالة في باب السياسة الشرعية، وحدود طاعة الإمام الحاكم المسلم.
- رسالة في: جواز إخراج زكاة الحَب بالقيمة.
- رسالة في: حكم إطعام الطعام في مناسبات الفرح أو التَرَح.
- رسالة: الأبحاث في المسائل الثلاث.
- رسالة: الخير العام في أحكام الحمَّام.
- رسالة: تَغَيّر الراغِب في تجديد الوقف الخارب.
- رسالة: منال الرجاء في شروط الإستنجاء.
- رسالة: بيان ثقات الرواة الذين تُكُلِّم فيهم بما لا يوجب ردَّهُم.
- رسالة: التوسل وأنواعه وأحكامه.
- رسالة في جواز الاستغاثة والتوسل وصدور الخوارق من الأولياء المقبورين.
- رسالة في كرامات الأولياء والتصديق بها.
- رسالة في تقبيل الصحابة يد الرسول ورأسه الشريف، وحكم التقبيل عامة.
- رسالة: غُنية الزَكِي في مسألة الوَصِي أو بُغْيَة الزَكِي في مسألة الوَصِي.
- رسالة: القول الجميل في إبانة الفرق بين تعليق الزوج وتعليق الوكيل.
- رسالة: نافع الخَلْق في الطب.
- رسالة: فَك المِحْنَة بمُعالَجَة الحُقْنة.
- رسالة: كَف الأماني عَن سَماع الأغاني.
- مجالس الأبرار.
- مَناهِج الصَّرْفِيِّين.
- حِلَّة المَصيد بالبُنْدُقة الرَّصاصيَّة.
- ديوان شعري.

## أقوال العلماء عنه

### المثنين عليه
أثنى عليه عدد من العلماء وأشادوا بتفوقه وغزارة علمه، ومما وصف به:
- قال عنه الشيخ عبد الله سراج رئيس علماء مكة المكرمة (ت 1264 هـ): «هو الإمام العالم العلّامة، القدوة الفهّامة، خاتمة المحققين في زمانه، وعمدة المدققين في عصره وأوانه، وفخر العلماء الراسخين، ونخبة الفضلاء المقدّسين، الأستاذ الكامل، والمسند الواصل، الفقيه المحدّث الحافظ محمد عابد السندي».
- ويصفه تلميذه الشيخ عاكش بقوله: «العلّامة المحدِّث الحافظ النقَّاد، عالي الإسناد، وكان يستحضر متون الأحاديث، ويعرف عِلَلها، وله في نَقد الرجال يدٌ طولى، وإذا تكلم لِسَعَة حفظه، فكأنما يُمْلي من صحيفته إملاء».
- ووصفه تلميذه عبد الغني الدهلوي بقوله: «قُدْوة المُحدّثين».
- وقال عبد الستار البكري (1355 هـ): «والحق أن الله رفع به العلم ومنارَه، وأنّه آية الله الباهرة في الحديث والفقه».
- وقال محمد زبارة الصنعاني: «الشيخ، العلّامة، الحافظ، الرّحالة». ونقل عن تلميذه عاكش الضمدي (ت 1298 هـ) أنّه قال: «الإمام النظّار، السابِق الذي لا يُشَق له غُبار».
- وقال عنه عبد الحي الكتاني (ت 1382 هـ): «هو محدّث الحجاز ومُسْنِده، العالم الجامع المحدّث الحافظ الفقيه المتبحّر، الزاهد في الدنيا وزخارفها، محي السُّنن حين عَفَت رُسُومُها وهُجِرَت علومُها». وقال أيضاً: «إن عليه المدار اليوم في صناعة رواية الحديث، وهو إمام أهْلِها».
- وقال عنه أحمد محمد شاكر في مقدمة تحقيقه لسنن الترمذي: «محدّث المدينة المنورة في القرن الماضي».
- ويقول المؤرخ لطف الله بن أحمد جحّاف (ت 1243 هـ): «هو الشيخ الهُمام، أوحد الأعلام، بَقْيَّة السلف، وغُرَّة الخلف، العلامة الأوحد الوَليُّ، محمد عابد بن أحمد علي السندي....».
- وقال عنه الشيخ محمد بن يحيى الترهتي (ت 1293 هـ) صاحب (اليانع الجني): «هو القدوة الحافظ، الحجة المُتْقِن الورِع، مُحدّث دار الهجرة، إمام المسلمين، وناصيَةُ الفقهاء والمحدثين، العالم الجامع، والفاضل البارع، المحدث الحافظ المُتْقَن، والفقيه المتبحّر الفَطِن، الشيخ محمد عابد السندي....».
- وقال عنه الشوكاني (ت 1250 هـ): «له يد في عالم الطب، ومعرفة متقنة بالنحو والصرف، وفقه الحنفية وأصوله، ومشاركة في سائر العلوم، وفهم صحيح سريع...».
- وقال عنه المفسر الآلوسي الكبير (ت 1270 هـ) صاحب (روح المعاني): «ومنهم البحر الرائق وكنز الدقائق، ومَن كلامه تنوير الأبصار، والدر المختار، ذو التأليفات الشريفة، وقّرة عين الإمام الأعظم أبي حنيفة العالم الزاهد الشيخ محمد عابد غمده الله بمزيد العوائد....».
- ويقول المحدث إبراهيم بن عبد الله الحوثي (ت 1223 هـ) في تقريظه لكتاب (منحة الباري): «وبالجملة فإن هذا المؤلَّف قد دلَّ مؤلّفُه على حفظ باهر للسنة النبوية، ورسوخ مَلَكة في استحضار الأحاديث النبوية، ولا غرو، فهو من بيت مشهور بالفضل، معمور بالفضل، إذ هو من ذرية أبي أيوب الأنصاري، لم يزل آباؤه متمسكين بالعلوم، وعبادة الحي القيوم.....».
- وأثنى عليه سائد بكداش في كتابه (الإمام الفقيه المحدث الشيخ محمد عابد السندي الأنصاري) فقال ما نصّه: «وكان من أبرز وأعلم مَن ظَهَر من علماء السند المحدّثين والفقهاء المتأخرين: وحيد دهره، وفريد عصره، مَن رقى أعلى ذروة الكمال، الإمام الزاهد الوَرِع القدوة، مَن رَفَع به العلم ومَنارَه، العالِم العامل، المفنَّنُ في جميع العلوم، بدر الدين، المقرٍئ المفسر، محيي السنة وعلومها، المحدِّث الحافظ الحجة، القاضي الفقيه الحنفي الأصولي المتبحِّر الفَطِن، النحوي المؤرخ، النظّار السابق، الطبيب الحاذق، الشيخ محمد عابد.... سليل الكرام في الشرف والنسَب، والعلم والفضل والخُلُق والأدب، بقيةُ السلف، وغُرَّة الخَلَف، مَحَطُّ الرجال الأعلام، ومَن تُجَمَّل به مواقفُ العِظام، مَن كانت مفاخرُه حديث الناس في حياته، وسَمَرَهم بعد مماته».[3]

### الناقدين له
اتهمه البعض بالتعصب للمذهب الحنفي، فكان ممن انتقده:
- محمد صديق خان القنوجي، المتوفى سنة 1307 هـ، حيث قال عنه في كتابه (أبجد العلوم): «وكان ذا عصبية للمذهب الحنفي ولذلك تعقبه في بعض الرسائل له السيد العلامة أخونا: أحمد بن حسن الحسيني القنوجي البخاري العرشي رحمه الله». وذكره أيضاً في أثناء ترجمته للشيخ صالح الفُلّاني فقال: «ومن الاتفاقات: أن الفلاني له شدة في فَت عَضُد التقليد، وهمة كبيرة في اتباع السنة لا يُتصور عليها مزيد، وتلميذه الشيخ: محمد عابد السندي له عصبية في الجمود على المذهب الحنفي، مع كونه معروفاً بدرس الحديث، وهذا من غرائب الدنيا وعجائب الدهر، بل ولا غَرْو، فإن عمر الدنيا قد انصرم، وكثر الاختلاف، وذهب الائتلاف، وعم الفساد في البر والبحر، وسال به الوادي وطم، ولم ينجح من بليات التقليد وآفات الرأي إلا من عصمه الله وعليه رحم».[11]
- عبد الوهاب بن عبد الجبار الدهلوي المكي (ت 1381 هـ)، حيث يقول في ترجمته: «وكان الشيخ محمد عابد يدرِّس الكتب الستة في ستة أشهر، ولكن مع الأسف كان من المقلّدين المتعصبين للمذهب الحنفي، مع أن من أشياخه الشيخ صالح الفُلّاني المكي، والإمام الشوكاني، والعارف بالله الشيخ أحمد بن إدريس المغربي، وكلهم كانوا من العلماء العاملين بالسُّنَّة الداعين إليها، فسبحان مَن يُخرج الميِّت من الحي». ولكنه خَتَم كلامه قائلاً: «وبالجملة كان الشيخ محمد عابد السندي - على جموده وشدة تعصبه لمذهبه - رجلاً نافعاً جزاه الله خيراً».

وقد أورد هذه الانتقادات سائد بكداش في كتابه (الإمام الفقيه المحدث الشيخ محمد عابد السندي الأنصاري) ودافع عن الشيخ السندي، ونفى هذه الاتهامات عنه، مبيناً بطلانها، ومؤكداً على عدم صحتها.

## وفاته
توفي في المدينة المنورة يوم الإثنين السابع عشر أو الثامن عشر ربيع الأول سنة 1257هـ عن سبع وستين سنة تقريبًا، ودفن بالبقيع قبالة باب الصحابي عثمان بن عفان، علي يمين المتوجّه إليها من قِبَل دار عقيل.

## قراءة مُوسَّعة
- سائد بكداش (2002). الإمام الفقيه المحدث الشيخ محمد عابد السندي الأنصاري: رئيس علماء المدينة المنورة في عصره (ط. الأولى). بيروت - لبنان: دار البشائر الإسلامية. مؤرشف من الأصل في 2022-04-18.

## وصلات خارجية
- محمد عابد السندي